# Marino Contarini
Marino Contarini (Venezia, 1385 circa – Venezia, 1441) è stato un mercante e politico italiano, noto per aver realizzato la Ca' d'Oro.

## Biografia
Figlio di Antonio di Marino Contarini del ramo di San Felice e di Marchesina Giustinian, non va confuso con numerosi omonimi coevi coinvolti nella vita pubblica veneziana. Nel 1406 sposò Soradamor Zeno dalla quale ebbe almeno tre figli maschi e due femmine.
Nel 1410 il Contarini entrò in Maggior Consiglio ma la sua carriera politica fu poco rilevante (almeno, non si hanno notizie di cariche da lui ricoperte). Ben più importanti, e meglio documentate, furono le sue attività economiche. Nel 1400 si emancipò dal padre, slegando così i propri interessi da quelli della famiglia, e si diede subito alla mercatura in giro per il Mar Mediterraneo (dalla Spagna ad Alessandria d'Egitto), inizialmente recandosi di persona nelle varie piazze commerciali, successivamente per mezzo di agenti. Al contempo aveva trovato altre fonti di guadagno nel cambio marittimo e nel prestito.
Nel 1412 circa acquistò dalla famiglia della moglie il complesso di Santa Sofia, una proprietà comprendente un'area scoperta e un grande edificio (era definito come Domus Magna). Si trattò di una spesa non indifferente, che vide probabilmente l'impiego di parte se non della totalità della dote. Negli anni della maturità il Contarini si dedicò alla ristrutturazione della fabbrica dalla quale si evolse la notissima Ca' d'Oro.
Dalla documentazione dell'epoca (appunti autografi e libri di conti) si può notare come egli non si fosse limitato al finanziamento del progetto, ma ne risultasse in realtà l'ideatore; al Contarini va quindi il merito di aver saputo armonizzare in un'unica opera gli apporti di maestri e artisti di scuole e provenienze diverse.
Rimasto vedovo della prima moglie, nel 1437 sposò Lucia di Giorgio Corner dalla quale ebbe Pietro. Il 27 marzo 1441 testò a favore di quest'ultimo, cedendogli tutto il suo patrimonio (si pensa che i figli di primo letto fossero scomparsi prematuramente). Morì probabilmente qualche tempo dopo.